# Якопоне да Тоді
Якопоне да Тоді (1230, Тоді –1236(?) — 1306), Коллаццоне) — італійський поет та францисканський містик, пізніше беатифікований Римо-католицькою Церквою.

## Життя
Народився у другій половині 1230-х років у Тоді, Умбрія, в сім'ї Якопоне дей Бенедетті. Був членом благородного сімейства. Він вивчав право в Болоньї і став успішним адвокатом. У якийсь момент в його кінці 20-х років, він одружився з молодою дворянкою на ім'я Ванна, яка була благочестивою і щедрою жінкою. Через репутацію Якоппо як мирської і жадібної людини, вона взяла на себе обітницю, щоб умертвляти плоть в спокутування його поведінки. Здобув юридичну освіту був адвокатом, після трагічної смерті дружини, в 1268 році, вступив в чернечий орден францисканців. Категорично виступав проти папи Боніфація VIII, через що його було відлучено від церкви і ув'язнено. Народні легенди зображували Якопоне юродивим.

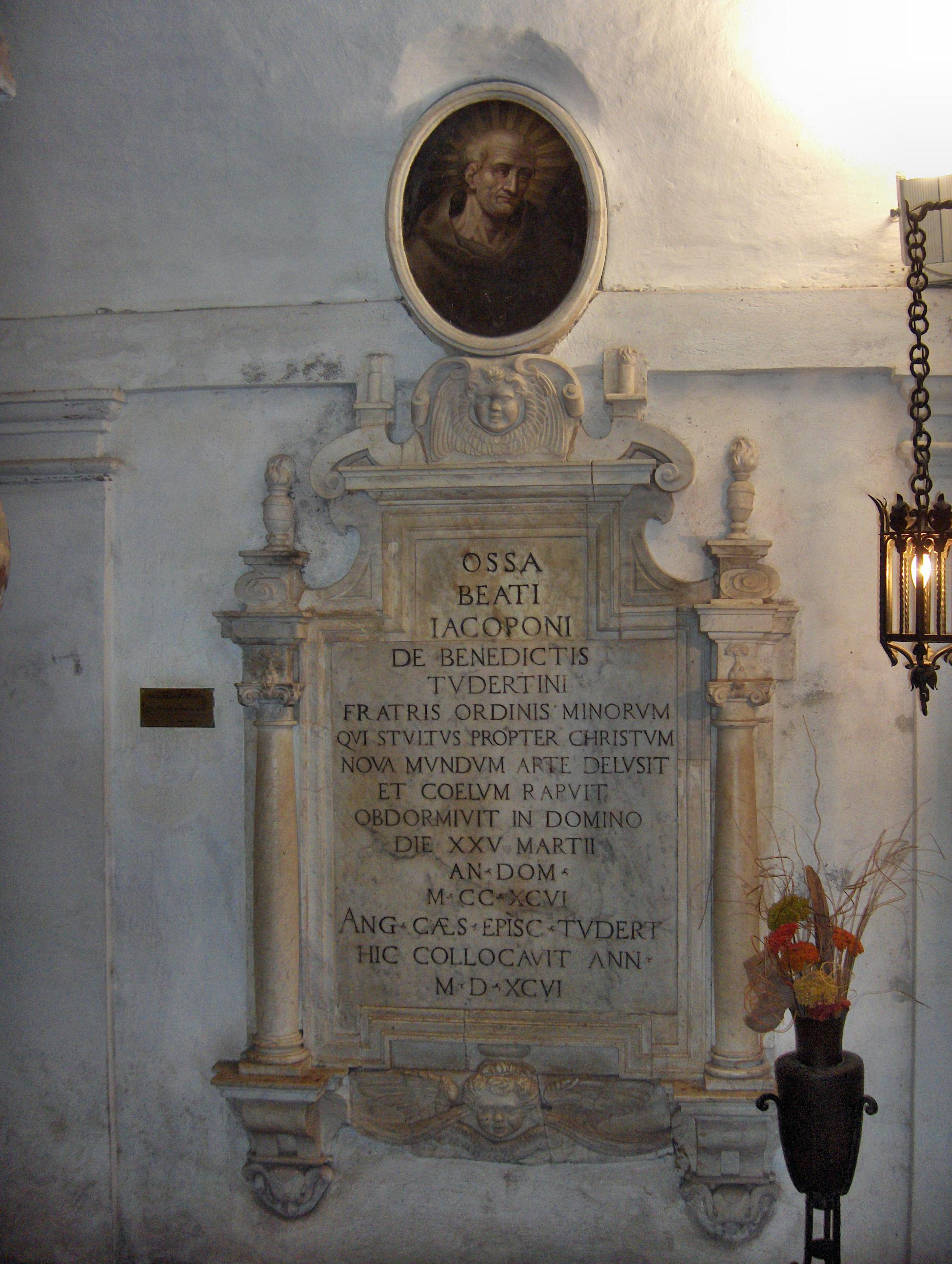
Могила Якоппо у Тоді

Помер 25 грудня 1306 року в Коллаццоне.
Тіло Якопоне було спочатку поховане в монастирській церкві. У 1433 році його могила була виявлена і його останки перенесені в склеп до францисканської церкви Сан Фортунато в Тоді.

## Творчість

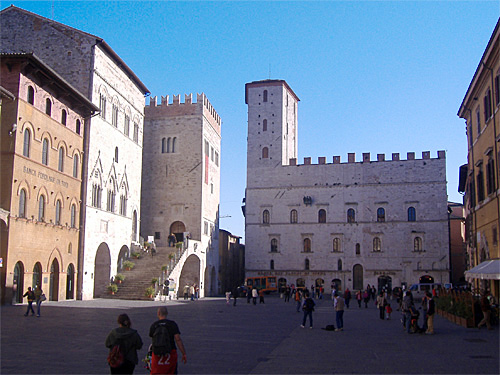
Площа у Тоді, де Якопо читав свої лауди

Поезія Якопоне да Тоді пов'язана з масовими релігійними рухами XIII століття, виявляла їхні настрої та ідеали. В духовних піснях (лаудах), що були написані умбрійським діалектом, він захищав аскетичне нехтування земних благ. Прославляв убогість та з захопленням засвідчував свою любов до Бога, широко використовуючи образи світської лірики. Написав близько 100 лауд — їхні основні мотиви і бажання душі померти разом з Христом, розчинення душі у Богові (лауда «Як душа за допомогою священного самознищення та любові досягає невідомого та невимовного стану»). Одна з найкращих лауд — «Пані з Едему» («Плач Мадонни») — своєрідна драма про страту Христа. Крім лауд, що були написані умбрійським діалектом, Якопоне писав гімни й латинською мовою, в тому числі «Stabat Mater».
Серед образів християнства присутні й світські мотиви. так, особливо яскраво видима любов до померлої дружини Ванні:
| Lauda III. "Audite una 'ntenzone" | Художній переклад О. Лук'яненка |
| --- | --- |
| Recordo d'una femena ch'era bianca, vemiiglia, vestita, omata, morbeda, ch'era una maraviglia; le sue belle fateze lo pensier m'asutiglia. | Я пам’ятаю обрис жінки, Троянди запах навкруги, І голос, що лунає дзвінко, І руки білі, як сніги. І очі, зорями налиті, І брівки – чайки два крила. І хочу лиш одного в світі: Хоча б цілунок до чола... |

В богословських поемах оспівує християнські чесноти в дусі св. Франциска. Вище за все ставить любов до Бога і цілковите самозречення.

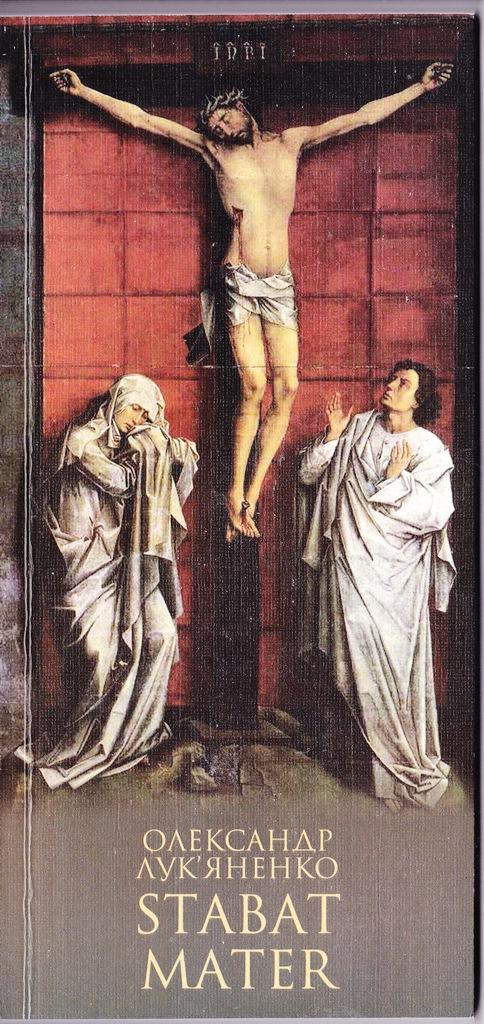
Обкладинка історичної драми-каяття Олександра Лук'яненка про життя Якоппо Бенедетті

| Лауда LXXX.Sapete voi novelle de ramore.".                                                                       | Художній переклад О. Лук'яненка |
| --- | --- |
| L'abundanza non sc p6 occultare, loco si se forma el iubilare. prorompe en canto che 6 sibilare, che vidde Elia. | Самодостатню віру не сховати, І радість віри не сховають серця шати. Вона прорветься в пісні у пророчій, Як у Іллі в прадавні чисті ночі.... |

Одним із головним принципів свого життя проголосив відмову від грошей, роздав усі збереження бідним.
| Lauda XX, "O me lasso, dolentc"                                                                   | Художній переклад О. Лук'яненка                                                                          |
| ------------------------------------------------------------------------------------------------- | --- |
| Per la mala ricchezza ch'a sto mondo agio avuta, so visso en tanta alteza, I'alma n'agio pcrduta. | Все золото, неначе зло, Що заробив в мирській роботі. В гордині серце замело, Душа замерзла у польоті... |

Минуле вважається Якопо тягарем, джерелом зла, спокуси. Очевидно, голова роль у переосмисленні цінностей належала смерті дружини.
| Lauda XX, "O me lasso, dolentc"                                                        | Художній переклад О. Лук'яненка                                                                     |
| -------------------------------------------------------------------------------------- | --------------------------------------------------------------------------------------------------- |
| Lo mangiare e lo here h stato el mio deletto, e posare e gaudere e dormire a lo letto; | «Я іншу радість і не знав, Лише як їв і випивав, У поцілунках ніжив очі, У насолоді спав до ночі... |

Він є крайнім містиком. Прагне підняти душу до Божества шляхом повного знищення особистості. Заради любові до Бога, він готовий перенести найбільші муки, він благає про них Бога, щоб задовольнити цим божественну справедливість; він хоче прийняти на себе покарання за гріхи всього світу, і навіть за диявола; він молить послати йому і на землі всілякі страждання і хвороби і перераховує їх з якимось жорстоким хтивістю.
| Лауда XLVIII, «O Signor, per cortesia...». | Художній переклад О. Лук'яненка |
| --- | --- |
| Signor, per cortesia, niandame la malsania A me la freve quartana, la contina e la terzana, la doppia cotidiana colla grande idropesia. . . A me lo morbo caduco de cadere en acqua e 'n foco, e giamai non tro\T loco ch'io afflitto non ce sia | Молю я, Господи тебе! Покари дай мені з небес! Усі хвороби на землі Нехай зійдуть у цій імлі! Дай день за днем в холоднім поті Мені промарить в грішній плоті, Подай падучої мені, Страждать у водах і в огні, Я від скорботи нині кволий. І не зцілюся вже ніколи!.. |

Описуючи свою містичну любов до Христа, він користується словами, що вживаються для вираження самої палкої земної пристрасті. Він закликає всіх люблячих Бога до танців на честь Його, закликає їх обійняти Його в полум'яної пристрасті, в сп'янінні любові. Писав для народу, зневажав усяку штучність і умовність виразу. Його натхнення черпалося в народній наївній вірі, також як форма його вірша запозичена їм з народної пісні. Він навмисне намагається приховати свою неаби яку вченість.
| Лауда LXXX.Sapete voi novelle de ramore.".                                                                                | Художній переклад О. Лук'яненка |
| --- | --- |
| Parlar de tale amor faccio follia, diota me conosco en teologia, I'amor me constregnc en sua pazia c fammc bannirc. . . . | Вибачте, та я дурненький, В теології слабенький, Я для вас дивакуватий, Мені книжність не пізнати. Та причина тут проста: Щира віра у Христа... |

Він живе в постійному безпосередньому спілкуванні з предметами своєї віри, говорить з Богом, Марією і святими як з рідними, близькими йому істотами, описує їх живими фарбами, з ніжною, дитячому наївною любов'ю.

## В культурі
У 2014 р. у Полтаві у видавництві Ростислава Шевченка «Друкарська майстерня» вийшла у світ історична драма О. Лук'яненка «Stabat Mater». Драма-каяття розкриває історії життів двох геніїв, пов'язаних крізь століття трагічним коханням, духовними пошуками та натхненною творчістю. Один із них — чернець-францисканець Якопо Бенедетті, автор відомого на весь світ гімну Богородиці «Stabat Mater», який жив у ХІІІ столітті. Інший — талановитий композитор XVIII століття Джованні Баттіста Перголезі, автор уславленої кантати на слова святого. Доля першого з них перетинається з долями видатних людей сучасного йому світу: батьків італійської романтичної поезії короля Енцо та поета Гвідо Гвініцеллі, королів Карла Кульгавого Неаполітанського та його сина короля Угорщини Карла Мартела, стовпів католицької церкви, понтифіків Целестина V, Боніфація VIII та кардиналом Колонна. Доля другого пов'язує молодого митця з композитором Франческо Фео, домом Скарлатті та аристократичною родиною Колонна. Духовні пошуки обох митців приводять їх до усвідомлення значення і глибини материнської Любові лише під кінець життя кожного з них. Проте останні місяці їхнього земного буття були пов'язані з написанням твору, який увічнив їхнє ім'я — з кантатою Божій Матері «Stabat Mater…»